# Igor Volk
Igor Petrovitsj Volk (Russisch: Игорь Петрович Волк) (Zmiiv, 12 april 1937 – Plovdiv, 3 januari 2017) was een Russisch ruimtevaarder. Volk zijn eerste en enige ruimtevlucht was Sojoez T-12 en vond plaats op 17 juli 1984. Doel van deze missie was een koppeling uitvoeren met ruimtestation Saljoet 7. 
In 1996 verliet hij Roskosmos en ging hij als astronaut met pensioen. Voor zijn pensioen was hij testpiloot van de OK-GLI, een testvoertuig van het ruimteveerprogramma Boeran van de Sovjet-Unie. Hij overleed in 2017 tijdens een vakantie in Bulgarije.
Volk ontving meerdere titels en onderscheidingen waaronder Held van de Sovjet-Unie, Orde van Verdienste voor het Vaderland en de Leninorde. 